# فيليكس ميخيا
فيليكس ميخيا (بالإسبانية: Félix Mejía)‏ هو صحفي ومؤرخ وكاتب إسباني، ولد في 1776، وتوفي في 1853.